# Joel Parkinson
 (mai 2019).
Si vous disposez d'ouvrages ou d'articles de référence ou si vous connaissez des sites web de qualité traitant du thème abordé ici, merci de compléter l'article en donnant les références utiles à sa vérifiabilité et en les liant à la section « Notes et références ».
Joel Parkinson, né le 10 avril 1981 à Nambour, Queensland, est un surfeur professionnel australien. Il est marié avec Monica Parkinson.

## Biographie
Joel Parkinson débute dans le championnat du monde de surf en 2001 et finit « Rookie of the year ». Il réalise ses meilleurs classements en 2002, 2004 et 2009 en finissant second du championnat.
En 2009, il remporte les deux premières épreuves - et 3 des 6 premières - et semble se diriger vers son premier titre de champion du monde avant qu'une blessure à la cheville contracté durant un entraînement à Bali ne permette à Mick Fanning de le devancer pour aller cueillir son deuxième titre mondial.
En 2012, il devient enfin champion du monde, en remportant la dernière épreuve disputée à Hawaï.
Il annonce le 2 juillet 2018 qu'il prendra sa retraite à la fin de la saison 2018 et mettra un terme à sa carrière professionnelle après l'ultime épreuve de Pipeline, dix-huit ans après ses débuts sur le Championship Tour.

## Carrière

### Victoires
| Victoires ASP World Tour |                            |                         |                   |
| Année                    | Compétition                | Lieu                    | Pays              |
| 1999                     | Billabong Pro Jeffreys Bay | Jeffreys Bay            | Afrique du Sud    |
| 2001                     | Lacanau Pro                | Lacanau                 | France            |
| 2002                     | Rip Curl Cup               | Sunset Beach (Oahu)     | États-Unis Hawaii |
| 2004                     | Rip Curl Pro               | Bells Beach (Victoria)  | Australie         |
| 2004                     | Boost Mobile Pro           | Trestles (Californie)   | États-Unis        |
| 2006                     | Quiksilver Pro France      | Hossegor                | France            |
| 2009                     | Quiksilver Pro Gold Coast  | Gold Coast (Queensland) | Australie         |
| 2009                     | Rip Curl Pro               | Bells Beach (Victoria)  | Australie         |
| 2009                     | Billabong Pro Jeffreys Bay | Jeffreys Bay            | Afrique du Sud    |
| 2011                     | Rip Curl Pro               | Bells Beach (Victoria)  | Australie         |
| 2012                     | Billabong Pipe Masters     | North Shore (Oahu)      | États-Unis Hawaii |
| 2013                     | Oakley Pro Bali            | Bali                    | Indonésie         |

- 5 victoires WQS 

- 2 fois champion du monde junior

### WCT
- 2012 : 1er
- 2009 :   2e - 3 victoires
- 2008 :   4e
- 2007 :   4e
- 2006 :   6e - 2 victoires
- 2005 : 12e
- 2004 :   2e - 1 victoire
- 2003 :   5e
- 2002 :   2e - 2 victoires
- 2001 : 21e Rookie of the year

### Sa saison 2009 ASP World Tour
2009 est sa 9e année dans l'ASP World Tour (2001 à 2009)
| Date                      | Compétition                   | place | points |
| ------------------------- | ----------------------------- | ----- | ------ |
| 28 février-11 mars        | Quiksilver Pro                | 1     | 1200   |
| 7 avril-19 avril          | Rip Curl Pro Surf             | 1     | 1200   |
| 9 mai-20 mai              | Billabong Pro Teahupoo        | 9     | 600    |
| 27 juin-5 juillet         | Hang Loose Santa Catarina Pro | 3     | 876    |
| 9 juillet-19 juillet      | Billabong Pro Jeffreys        | 1     | 1200   |
| 11 septembre-20 septembre | Boost Mobile Pro of Surf      | 17    | 410    |
| 23 septembre-4 octobre    | Quiksilver Pro France         | 17    | 410    |
| 5 octobre-17 octobre      | Billabong Pro                 | 17    | 410    |
| 19 octobre-28 octobre     | Rip Curl Pro Search           | 3     | 876    |
| 8 décembre-20 décembre    | Billabong Pipeline Masters    | 17    | 410    |
|                           | classement                    | 2     | 6772   |

Requalifié pour l'ASP World Tour 2010.